# Народна Република Пољска
Народна Република Пољска (пољ. Polska Rzeczpospolita Ludowa) било је службено име Пољске од 1952. до 1990. године. Иако су комунисти преузели контролу над земљом одмах након ослобођења од нацистичке Немачке 1944, име државе је промењено тек након осам година.
Совјетски Савез је имао много утицаја на унутрашње и спољне послове, а војници Црвене армије су били стационирани у земљи (1945 — 500.000; 1955 — 120.000 до 150.000; 1989 — 40.000). Године 1945, совјетски генерали и саветници чинили су 80% официрског кадара пољске војске. Пољска уједињена радничка партија била је доминантна политичка партија током постојања Народне републике.

## Историја
По ослобођењу Пољске од немачке окупације 1944. године, трупе Црвене армије остале су присутне у Пољској. Френклин Рузвелт и Винстон Черчил су још на Конференцији у Јалти, фебруара 1945, знали да ће Пољска ући у совјетску интересну сферу. Совјети су прво прикључили Совјетском Савезу оне територије које је Русија изгубила миром у Брест-Литовску 1918, а Совјетски Савез заузео између 1939. и 1941. године, односно који су већински били насељени Украјинцима и Белорусима. Као компензација за одузету територију, Пољској су прикључене територије Немачке до линије река Одре и Нисе. Ове промене потврђене су на Конференцији у Потсдаму августа 1945. године. Иако је било планова да се Пољска прикључи Совјетском Савезу као равноправна совјетска република, још увек присутна опозиција у земљи на челу са Станиславом Миколајчиком, успела је осигурати да се то не оствари.
Парламентарне изборе 1947. године обележиле су репресије над опозицијом, посебно над Пољском народном партијом. На изборима је победио Демократски блок (колалиција предвођена комунистима у Пољској радничкој партији), освојивши 80,1% гласова. Миколајчик је дао оставку на своје функције и пребегао у Уједињено Краљевство. Иако су комунисти, на челу с Владиславом Гомулком, дошли на власт уз помоћ Совјета, Гомулка никад није подупирао совјетску контролу над Пољском.
Године 1948, спајањем Пољске радничке партије и леве фракције унутар Пољске социјалистичке партије, формирана је нова, Пољска радничка уједињена партија, која ће бити једина партија на власти све до 1989. године. У следећих неколико година, најутицајнија особа у пољској био је совјетски маршал Константин Рокосовски (пореклом Пољак), покренута је масовна индустријализација земље, велепоседницима је одузет вишак земље и подељен сељацима и беземљашима, а милиони Пољака пресељени са изгубљених источних територија у новостечене западне земље. У Пољској је уведен систем власти и социјалистички економски модел по узору на совјетски. Иако је пољска влада покушала покренути колективизацију земље, то јој није пошло за руком, те је била једина земља Источног блока у којој нису постојале задруге. Године 1952, био је усвојен нови устав, након чега је име државе, Република Пољска, званично промењено у Народна Република Пољска.
Након смрти стаљинисте Болеслава Бјерута 1956. године, опозиција је покренула захтеве за либерализацијом земље. У јуну су били покренути масовни протести радника у Познању, што је још више отежавало ситуацију. Стање се смирило доласком на власт умерењака Владислава Гомулке, који је макнуо стаљинисте с власти и искључио многе совјетске официре из Пољске армије. Економски напредак и лагана либерализација обележили су почетке Гомулкине владавине, али се до краја 1960-их стање поновно погоршавало.

### 1970е и 1980е
Влада Владислава Гомулке суочила се с економском кризом и на њу одговорила поновним растом цена 1970. године. Овај потез је још једном покренуо протесте радника, баш као и 1956. године, у којима је било и страдалих. Гомулка је био принуђен на оставку, а наследио га је Едвард Гјерек. Гјерек је поправио економско стање позајмљивањем кредита код САД и Западне Немачке, модернизовао пољску индустрију и дао одређене повластице радницима. Раст стандарда зауставио се избијањем енергетске кризе 1973. године. Неуспех владе да се носи с кризом ојачао је опозицију, унутар које је било формирано све више различитих група грађана, студената и радника.
Изабирање Карола Војтиле за новог римокатоличког папу, познатог под именом Јован Павле II, имало је велики утицај на Пољаке, од којих је већина била изузетно посвећена религији. Папа је 1979. године посетио Пољску, где га је у Варшави дочекало око пола милиона људи. Нови талас штајкова потресао Гјерекову владу, због чега је овај дао оставку септембра 1980. године. Наследио га је Станислав Канија, али пошто није био превише способан да се носи с кризом, радници су се истог месеца организовали у синдикат Солидарност, под вођством Леха Валенсе. До краја 1980. године, Солидарност је имао девет милиона чланова. Канија је под притиском Совјета дао оставку у октобру, а наследио га је генерал Војћех Јарузелски.
Дана 13. децембра 1981. године, Јарузелски је прогласио ратно стање у Пољској, суспендовао Солидарност и привремено затворио њене вође. Овај потез је учињен због страха од совјетске интервенције, као што се десило Чехословачкој 1968. године. Солидарност је званично забрањена 8. октобра 1982, а ратно стање продужено до јула 1983. године. Јарузелски је 1985. године сишао с функције премијера и постао председник НР Пољске.
Током 1980-их, Солидарност је деловала углавном као илегална организација, све док Горбачовљеве реформе у Совјетском Савезу, од 1988. године нису почеле да утичу и на Пољску. Штрајкови широм земље, покренути 1988. године, натерали су владу Јарузелског да успостави дијалог са вођама Солидарности.
После преговора између владе и опозиције од 6. фебруара до 15. априла 1989. године, у јуну су били одржани полу-слободни избори на којима је Солидарност освојила свих 35% могућих места на располагању у Сејму. Остале партије, које су унутар Фронта деловале заједно с Пољском уједињеном радничком партијом, напустиле су Фронт и подржале Солидарност. Јарузелски није имао другог избора, него је формирао коалицијску владу са опозиционаром Тадеушом Мазовјецким, који је тако постао први не-комунистички премијер од 1948. године.
Дана 29. децембра 1989. године, парламент је изгласао амандман којим је укинута Народна република и уведено вишестраначје и капиталистички систем. Дотад владајућа Пољска уједињена радничка партија званично је била распуштена 30. јануара 1990. године.

## Географија
Након Другог светског рата, границе Пољске су промењене у складу с одлукама Техеранске конфернеције 1943. године, на захтевање Совјетског Савеза. Пољска је остала без 77000 km² територије на истоку, а добила мање, али индустријализованије територије источне Немачке, до линије река Одра-Ниса.
НР Пољска је непосредно после рата била подељена на неколико војводстава. Нова административна подела после рата била је углавном базирана на предратним границама војводстава. Границе војводстава на истоку, која нису била прикључена Совјетском Савезу, остале су исте, док су стечене територије на западу организоване у нова Шчећинско, Вроцлавско и Олшћинско војводство, док су неки делови прикључени већ постојећим Гдањском, Катовичком и Познањском војводству. Варшава и Лођ су били једини градови који су имали статус војводстава.
Године 1950, формирана су нова војводства, Кошалинско (пре део Шћецинског), Ополско (пре део Катовичког) и Циелонагорско (пре део Познањског, Вроцлавског и Шћецинског војводства). Статус војводства су добила још три града, Вроцлав, Краков и Познањ.
Године 1973, поновно је дошло до преустроја војводстава. Ова реорганизација углавном је била резултат административних промена на месном плану у периоду од 1973. до 1975. године. Уз три дотадашње постојеће административне целине (војводство, општина, комуна), формиране су нове две (49 малих војводстава и комуна). Три најмања војводства, Варшава, Краков и Лођ имала су посебан статус муниципалних војводстава — градоначелник града је уједно био и гувернер војводства.
- Пољска војводства после 1957. године
- Пољска војводства после 1975. године